# Tren Brothers
Tren Brothers är ett australiensiskt musikband, bestående av Mick Turner och Jim White. Turner spelar gitarr, munspel och melodica, White trummor och slagverk.
Bandet har släppt ett album, Tren Brothers, och singeln, Kit's Choice/Gone Away, bägge under 1998.